# Санрајз Лејк (Пенсилванија)
Санрајз Лејк (енгл. Sunrise Lake) насељено је место без административног статуса у америчкој савезној држави Пенсилванија.

## Демографија
По попису из 2010. године број становника је 1.387.
| Група             | 2000.    | 2010.         |
| Белци             | 0 (0,0%) | 1.189 (85,7%) |
| Афроамериканци    | 0 (0,0%) | 41 (3,0%)     |
| Азијати           | 0 (0,0%) | 7 (0,5%)      |
| Хиспаноамериканци | 0 (0,0%) | 129 (9,3%)    |
| Укупно            | 0        | 1.387         |